# Brontispa mariana
Espèce
Brontispa mariana est une espèce de coléoptères de la famille des Chrysomelidae.